# Træning
 Der er for få eller ingen kildehenvisninger i denne artikel, hvilket er et problem. Du kan hjælpe ved at angive troværdige kilder til de påstande, som fremføres i artiklen.

Ved træning indenfor sport forstås systematisk udførsel af øvelser med henblik på opnåelse af fysisk form (fysisk træning), færdigheder eller erfaring. Undertiden benyttes ordet også om motion, der ikke nødvendigvis er systematisk, og hvor målet snarere er rekreation og bevarelse af et godt helbred.

## Fysisk træning
Ved fysisk træning forstås systematisk påvirkning af kroppen over tid med henblik på forbedring af fysiologiske, psykiske og sociale egenskaber, der har betydning for kroppens præstationsevne. Dette omfatter bl.a. styrketræning, udholdenhedstræning og spændstighedstræning.